# Frontal d'altar de Gia
El frontal de Gia és un frontal d'altar fet pel taller de Ribagorça, que actualment forma part de la col·lecció permanent del Museu Nacional d'Art de Catalunya. Procedeix de l'església de Sant Martí de Gia o Xia (vall de Benasc, Alta Ribagorça, Osca). Va ingressar al museu provinent de l'adquisició de la col·lecció Plandiura, el 1932.

## Context
Catalunya és el lloc d'Europa on s'han conservat més exemples de frontals d'altar pintats dels segles xii i xiii. Els frontals decoraven la part davantera de l'altar, el moble principal de l'espai més sagrat de l'església. Les taules pintades van ser una alternativa als mobles d'orfebreria, únicament assequibles per a les catedrals o els grans monestirs.
Els frontals de Gia i Cardet són els més representatius d'un taller actiu a la Ribagorça de mitjan segle xiii, les obres sorgides del qual incorporen fórmules del primer gòtic: el sentit narratiu de les escenes i la tècnica de la colradura sobre els relleus de guix.
La inscripció de Gia identifica el nom del pintor «IOHANNES» i permet desxifrar una inscripció semblant al frontal de Cardet. Tanmateix, l'anàlisi detallada d'alguns aspectes, com ara l'encaix de les posts i els bastigis, les incisions, els relleus de guix i els recursos pictòrics per a donar volum, fan evident que hi ha també diverses maneres de treballar dins un mateix taller.

## Descripció
El frontal està dedicat a sant Martí de Tours, que apareix representat al centre com a bisbe i en els compartiments laterals amb escenes de la seva vida. La peça ha perdut part de la pintura en degradar-se l'argent que en origen recobria el fons. Destaca pel fet de contenir la signatura del pintor, Joan (Iohannes pintor me fecit), cosa que podem considerar excepcional.